# Павленково (Хабаровский край)
Павле́нково — село в районе имени Лазо Хабаровского края. Входит в состав Георгиевского сельского поселения.

## География
Село Павленково стоит на правом берегу реки Кия напротив села Георгиевка.
Дорога к селу Павленково идёт на север по мосту через Кию от села Георгиевка.
Расстояние до районного центра посёлка Переяславка (через Георгиевку и Екатеринославку) около 17 км.

## Население
| 1992 | 2002 | 2010 | 2011 | 2012 | 2021 |
| ---- | ---- | ---- | ---- | ---- | ---- |
| 362  | ↗530 | ↘443 | →443 | ↘441 | ↘340 |

## Улицы
| - ул. Заречная, - ул. Зелёная, - ул. Лазо, - ул. Мира, - ул. Набережная, | - ул. Октябрьская, - ул. Победы, - ул. Подгорная, - ул. Специалистов, - ул. Центральная. |

## Экономика
Жители занимаются сельским хозяйством.